# Димитър Павлов (водещ)
Димитър Павлов е български артист, телевизионен и радио водещ.

## Биография
Димитър Павлов завършва 19-о средно училище „Елин Пелин“ в София. След това учи публична реч в НАТФИЗ и веднага след дипломирането си е поканен в телевизия „Евроком“, за да води късните новини. След известно време прекъсва, за да служи в казармата, а когато се завръща, работи в „Ретро радио“ в продължение на 6 години.
Не след дълго Димитър отново се появява по телевизията – води „Това го знае всяко хлапе“, „10-те най“, „Форт Бояр“, „Dancing Stars“, сутрешния блок по bTV и други. Водещ е и на първия сезон на предаването „Събота вечер“ по БНТ 1.
Димитър Павлов бързо се превръща в любимец на зрителите и получава предложения и извън ефира за водене на различни мероприятия.